# Globus d'Or a la millor banda sonora original
El Globus d'Or a la millor banda sonora original s'atorga des de l'any 1948.
La data del premi és la de l'any següent a la seva estrena.

## Premiats
| - 1948: Max Steiner, La vida amb el pare (Life with Father) - 1949: Brian Easdale, The Red Shoes - 1950: John E. Green, The Inspector General - 1951: Franz Waxman, Sunset Boulevard - 1952: Victor Young, September Affair - 1953: Dmitri Tiomkin, Sol davant el perill (High Noon) - 1954-59: No es van donar premis - 1960: Ernest Gold, L'hora final - 1961: Dmitri Tiomkin, The Alamo - 1962: Dmitri Tiomkin, The Guns of Navarone - 1963: Elmer Bernstein, To Kill a Mockingbird - 1964: No es van donar premis - 1965: Dmitri Tiomkin, The Fall of the Roman Empire - 1966: Maurice Jarre, Doctor Zhivago - 1967: Elmer Bernstein, Hawaii - 1968: Frederick Loewe, Camelot - 1969: Alex North, Les sandàlies del pescador - 1970: Burt Bacharach, Butch Cassidy and the Sundance Kid - 1971: Francis Lai, Love Story - 1972: Isaac Hayes, Shaft - 1973: Nino Rota, El Padrí - 1974: Neil Diamond, Jonathan Livingston Seagull - 1975: Alan Jay Lerner, The Little Prince - 1976: John Williams, Jaws - 1977: Kenny Ascher, Ha nascut una estrella - 1978: John Williams, Star Wars Episodi IV: Una nova esperança - 1979: Giorgio Moroder, L'Exprés de Mitjanit - 1980: Carmine Coppola, Apocalypse Now - 1981: Dominic Frontiere, The Stunt Man - 1982: No es van donar premis - 1983: John Williams, ET, l'extraterrestre - 1984: Giorgio Moroder, Flashdance | - 1985: Maurice Jarre, Passatge a l'Índia - 1986: John Barry, Out of Africa - 1987: Ennio Morricone, La missió - 1988: David Byrne, The Last Emperor - 1989: Maurice Jarre, Gorillas in the Mist - 1990: Alan Menken, The Little Mermaid - 1991: Richard Horowitz i Ryuichi Sakamoto, The Sheltering Sky - 1992: Alan Menken, Beauty and the Beast - 1993: Alan Menken, Aladdin - 1994: Kitaro, Heaven & Earth - 1995: Hans Zimmer, The Lion King - 1996: Maurice Jarre, A Walk in the Clouds - 1997: Gabriel Yared, El pacient anglès - 1998: James Horner, Titanic - 1999: Philip Glass i Burkhard Dallwitz, The Truman Show - 2000: Ennio Morricone, The Legend of 1900 - 2001: Hans Zimmer i Lisa Gerrard - Gladiator - 2002: Craig Armstrong - Moulin Rouge! - 2003: Elliot Goldenthal - Frida - 2004: Howard Shore - El senyor dels anells: El retorn del rei - 2005: Howard Shore - L'aviador - 2006: John Williams - Memòries d'una geisha - 2007: Alexandre Desplat - El vel pintat - 2008: Dario Marianelli - Expiació - 2009: A. R. Rahman - Slumdog Millionaire - 2010: Michael Giacchino - Up - 2011: Trent Reznor i Atticus Ross - La xarxa social - 2012: Ludovic Bource - The Artist - 2013: Mychael Danna - Life of Pi - 2014: Alex Ebert - All Is Lost - 2015: Jóhann Jóhannsson – The Theory of Everything - 2016: Ennio Morricone – The Hateful Eight | - 2017: Justin Hurwitz - La La Land - 2018: Alexandre Desplat - The Shape of Water - 2019: Justin Hurwitz - First Man - 2020: Hildur Guðnadóttir - Joker |